# Route de Seysses
La route de Seysses (en occitan : rota de Sèishes) est une voie de Toulouse, chef-lieu de la région Occitanie, dans le Midi de la France.

## Situation et accès

### Description
La route de Seysses est une voie publique. Elle traverse les quartiers Saint-Simon, Bellefontaine et Lafourguette, puis les quartiers Papus et Croix-de-Pierre.
Longue de 6440 mètres, c'est la plus longue des voies de Toulouse. Elle correspond à l'ancien chemin vicinal 13, absorbé par la route départementale 15, de Toulouse à Gratens où elle rejoint la route départementale 7 au lieu-dit Coulat. Depuis 2017, date à laquelle la partie de la route située sur le territoire de Toulouse Métropole a été déclassée et transférée à la métropole, elle est devenue la route métropolitaine no 15.
La route de Seysses naît dans le prolongement de la voie du même nom, sur la commune de Portet-sur-Garonne. La première partie de la route de Seysses, jusqu'au carrefour des chemins de Tucaut, à l'ouest, et de la Saudrune, à l'est, a conservé un visage rural, à proximité de la ferme de Candie. À l'ouest s'étendent les terrains de l'ancienne base aérienne 101 de Francazal, devenue aéroport de Toulouse Francazal.
Dans sa deuxième partie, jusqu'au croisement de l'avenue du Général-Eisenhower, la route de Seysses a été transformée par le développement, dans les dernières décennies du XXe siècle, de l'ancien village de Saint-Simon. La route dessert plusieurs zones industrielles et parcs d'activités, qui font du sud-ouest toulousain un des principaux pôles d'emploi dans la métropole : la zone industrielle Larrieu, dominée par le complexe et le radôme de Thales Alenia Space, la zone industrielle Thibaud, la zone industrielle Monlong et sa déchetterie.
C'est dans la troisième partie, jusqu'au cœur de l'ancien village de Lafourguette, que la route de Seysses est la plus étroite, puisque sa largeur ne dépasse pas 10 mètres. Elle montre un visage varié, marqué par l'alternance de fermes anciennes ou de maisons de maraîchers – les « toulousaines » – avec les constructions de la ZUP du Mirail, et particulièrement du quartier de Bellefontaine, et des opérations immobilières de la fin du XXe siècle ou du début du siècle suivant, résultat de la densification du quartier.
La dernière partie de la route de Seysses, du centre du quartier de Lafourguette, s'est urbanisée dans la deuxième moitié du XXe siècle. La largeur de la route a été établie à 13 mètres. Elle longe plusieurs lotissements des années 1950, tels la cité des Combattants, puis franchit l'avenue du Corps-Franc-Pommiès, partie de l'actuel périphérique ouest de la ville (autoroute A620), par un pont. Elle est ensuite bordée par à l'ouest par les immeubles et les maisons de la cité Papus, et à l'est par la zone d'activité de Bordelongue, qui s'est développée à l'emplacement du camp de Bordelongue. Elle franchit ensuite par un passage à niveau la voie de chemin de fer de la ligne de Toulouse à Auch. Elle se termine au carrefour de la Pointe, qu'elle forme avec la route d'Espagne, qui la rejoint à l'est, et l'avenue de Muret, qui la prolonge au nord-est, jusqu'à la place du Fer-à-Cheval.

### Voies rencontrées
La route de Seysses rencontre les voies suivantes, dans l'ordre des numéros croissants (« g » indique que la rue se situe à gauche, « d » à droite) :
1. Route de Seysses – Portet-sur-Garonne
2. Chemin de Tucaut (g)
3. Chemin de la Saudrune (d)
4. Rue Saint-Jean-François-Régis (g)
5. Avenue Jean-François-Champollion (d)
6. Chemin de Lestang (g)
7. Chemin Vouet (d)
8. Rue Paul-Rocaché (g)
9. Promenade Bernard-Marrot (g)
10. Chemin du Roussimort (d)
11. Rue Paul-Rocaché (g)
12. Avenue de Larrieu-Thibaud (d)
13. Chemin de Perpignan (g)
14. Avenue du Général-Eisenhower
15. Rue de Rimont (g)
16. Rue Mathieu-Berdoulat (d)
17. Rue André-Bauge (g)
18. Rue de Rimont (g)
19. Rue Jean-Cheverry (d)
20. Allée de Bellefontaine (g)
21. Rue Banières (d)
22. Rue de l'Amandier (d)
23. Place du Huit-Mai-1945 (g)
24. Rue Jean-Bardy (d)
25. Rue Maryse-Bastié (d)
26. Place des Glières (d)
27. Rue Louis-Célestin (d)
28. Rue Lalanne (g)
29. Rue de Gironis (d)
30. Rue Antoine-Laumet (g)
31. Rue Régence (g)
32. Impasse des Martyrs-de-Bordelongue (d)
33. Rue Régence (g)
34. Passage du Canal-de-Bordelongue (d)
35. Rue Trianon (g)
36. Rue de la Sarthe (g)
37. Chemin des Martyrs-de-Bordelongue (d)
38. Rue de la Vendée (g)
39. Rue Louis-Courtois-de-Viçose (d)
40. Rue de la Touraine (g)
41. Impasse du Volvestre (d)
42. Rue Antoine-Ricord (d)
43. Rue Bernadette (d)
44. Rue Fourcade (g)
45. Rue Gustave-Charpentier (d)
46. Rue d'Orbesson (d)
47. Rue Claude-Bourgelat (g)
48. Rue Penent (d)
49. Rue de la Faourette (g)
50. Rue Paul-Bély (g)
51. Impasse Hector-Berlioz (g)
52. Rond-point du 21-Septembre-2001
53. Avenue de Muret (g)
54. Route d'Espagne (d)

### Transports
La route de Seysses est parcourue et desservie, entre la Pointe et l'avenue du Général-Eisenhower, par la ligne du Linéo L4. Une correspondance est possible à l'arrêt Bordelongue avec la ligne de bus 13, également à proximité de la gare ferroviaire de Gallieni-Cancéropôle, sur la ligne de Toulouse à Auch. Au carrefour de l'avenue du Général-Eisenhower, la route de Seysses est desservie à proximité par les arrêts des lignes de bus 254950117. Puis, à partir de l'avenue du Général-Eisenhower et jusqu'à la sortie de Toulouse, la route de Seysses est parcourue et desservie par les lignes de bus 5885.
La route de Seysses est également équipée de plusieurs stations de vélos en libre-service VélôToulouse, toutes entre la Pointe et le cœur du quartier de Lafourguette : les stations no 190 (39 route d'Espagne), no 274 (296 route de Seysses), no 265 (251 route de Seysses) et no 264 (1 place des Glières).

## Odonymie
La route de Seysses, qu'on désignait autrefois sous le nom de chemin de Seysses (cami de Sèishes en occitan), tient ce nom de ce qu'elle conduit de Toulouse à Seysses.

## Histoire

### Moyen Âge et période moderne
Au Moyen Âge, le « chemin » ou la « route » de Seysses n'est qu'un chemin rural qui traverse le gardiage de Toulouse et qui, dans le prolongement du chemin de Muret dont il se sépare au niveau de la Pointe, permet de rejoindre les villages de Villeneuve-Tolosane et de Seysses. Après avoir traversé les terres basses de l'Ardenne (ou Lardenne), il longe la dernière terrasse de la Garonne et le terroir de l'Ardenne haute. La campagne est traversée par plusieurs ruisseaux, tels la Saudrune et le Roussimort, qui inondent régulièrement la les terres basses. Au sud, la limite du gardiage avec le consulat de Portet est marquée par une croix de chemin, la croix Saint-André (crotz de Sant Andrieu en occitan).
Le chemin, qui traverse la campagne toulousaine, est bordé par les champs et les fermes, désignées sous le nom de « bordes » (bòrda, « ferme » en occitan). À la fin du XVe siècle, se trouve, aux limites du gardiage, une ferme, servant également d'auberge, de mauvaise réputation, la borde de Malhorque (bòrda de Malhorcas en occitan), que les capitouls font détruire et brûler à cause des meurtres qu'on y avait commis. La borde de la famille Belvèze (emplacement des actuels no 71 à 125) est achetée à la fin du XVIe siècle, par Antoine de Malras, président au Parlement. Elle passe, aux siècles suivants, à la famille Du Bourg, puis à la famille Montlong (ou Monlong). Plus loin se trouve, au XVIe siècle, la Fourguette (la forgueta, « la petite forge » en occitan). Elle appartient, dans la première moitié du XVIIe siècle, au capitoul Jean Delpech et regroupe alors une maison, une étable et une petite grange, entourés de champs, de vignes, de prés et de bois. À la même époque, Pierre Papus obtient du syndic de l'hôpital Saint-Jacques une métairie, un peu au nord de la route (emplacement des actuels no 13-15 allée de Guyenne). Au XVIIe siècle se trouve également la Borde Longue (bòrda longa en occitan) (emplacement de l’actuel no 8 chemin Azaïs). Plus au sud, à la limite du territoire de Cugnaux, au pied de la terrasse de la Garonne, la métairie de l'Hospice est élevée au XVIIIe siècle, à proximité de la ferme et du château de Candie.

### Époque contemporaine

#### XIXesiècle
Dans la première moitié du XIXe siècle, l'urbanisation se développe le long de la route d'Espagne (actuelle avenue de Muret), depuis la place du Fer-à-Cheval jusqu'à la place de la Croix-de-Pierre, où se trouve la barrière d'octroi. Plus au sud, le long de la route de Seysses, le paysage reste profondément rural. Les habitants de la ville se font construire des maisons de villégiature, « à la campagne », comme la villa des Aigles, dont l'architecture néo-classique et le décor en terre cuite de la fabrique d'Auguste et Gaston Virebent sont caractéristiques de l'époque (actuel no 176). Les maraîchers et les vignerons se font plus nombreux, construisant leurs maisons basses le long de la route – les « toulousaines ».
Un bourg se développe autour du domaine de Lafourguette. En 1831, les habitants, qui doivent aller à l’église du village de Saint-Simon, établissent une chapelle dans un ancien chai. En 1848, il est décidé d'élever une église pour desservir la nouvelle paroisse, l'église Notre-Dame-de-la-Nativité (actuel no 195). Elle est élevée lentement, sur les plans de l'architecte de la ville, Jean Bonnal. En 1880, le quartier de Lafourguette compte déjà un millier d'habitants. Plusieurs écoles s'ouvrent pour accueillir les enfants : une école publique de garçons (actuel no 221), une école libre de garçons, rue Notre-Dame (actuel no 24 rue Jean-Bardy), une école libre confessionnelle de filles. Sur un terrain, acheté dès 1884 par la municipalité, un groupe scolaire – école maternelle, écoles élémentaires de filles et de garçons – est construite entre 1897 et 1902 (actuel no 1 place des Glières).
C'est en 1909 que commence l'histoire de l'aéronautique à Francazal. Cette année-là, le Toulousain Cazalot fait, sur les terrains de la métairie de l'Hospice, les premiers essais de son biplan, qu'il présente l’année suivante lors de la première fête aérienne de Toulouse, qui se tient au Polygone d'artillerie.

#### Entre-deux-guerres
Après la Première Guerre mondiale, l'urbanisation se poursuit, principalement grâce au développement à partir de 1924 du pôle industriel autour de l'Office national industriel de l'azote (ONIA), le long de la route d'Espagne. En 1939, 5 000 personnes y travaillent, souvent des agriculteurs du quartier à qui le système des trois-huit permet de mener une double activité. Le quartier de Lafourguette commence à s'équiper : commerces, dispensaire, cinéma, recette auxiliaire urbaine des postes. Plusieurs lotissement sont aussi créés au nord de la route de Seysses, près de la Pointe, tel le lotissement Paul-Bély aménagé vers 1925 entre la rue de la Faourette et la rue Saint-Hippolyte. En 1933, la barrière de l'octroi, qui se trouvait place de la Croix-de-Pierre depuis 1861, est déplacée au niveau du chemin de Bordelongue (emplacement de l'actuel chemin des Martyrs-de-Bordelongue). Pour accompagner l'arrivée de travailleurs coloniaux, indochinois principalement, qui sont affectés au travail dans les usines, le camp de Bordelongue est établi en 1939 à l'emplacement des terrains de la ferme de Bordelongue,.
Au sud de la Fourguette, la route de Seysses conserve encore un caractère rural. En 1920, Bernard Marrot, ancien conseiller général et adjoint au maire, cède à la faculté des sciences de l'université la propriété de Monlong (emplacement des actuels no 71 à 125). Le château, la ferme et le domaine de 40 hectares sont utilisés par l'Institut agricole, fondé par Paul Sabatier en 1909 (actuelle École nationale supérieure agronomique de Toulouse), qui en fait une ferme modèle. En 1929, ils comprennent une étable, une laiterie, une fromagerie et une beurrerie modernes, un silo, un chai à outillage perfectionné, une porcherie, une basse-cour, un clapier. On y pratique aussi la culture de la vigne, sans compter les terres labourables, le verger, le potager, les prairies... Par la suite, la ferme de Thibaud et son domaine de 60 hectares sont adjoints au domaine de Monlong.
En 1921, profitant de la faible densité du bâti de ces espaces agricoles, comme il est question de doter la ville d'un véritable aéroport, le site de Francazal est choisi par le général Édouard Bares. Le terrain est inauguré en avril 1923 par le sous-secrétaire d'État à l'Air, Laurent Eynac. On édifie un nouveau terrain d'atterrissage, des hangars, des ateliers, un phare aérien, et des ateliers de la société Dewoitine. Mais en 1932, les installations se trouvent insuffisantes, surtout qu’un régiment d'aviation – six escadrilles de chasse, soit 600 hommes – s'y installe. Le conseil général et la chambre de commerce décident en 1934 d'implanter un nouvel aéroport à Blagnac, dont les travaux en sont à peine commencés en 1939, quand éclate la Seconde Guerre mondiale. Les travaux de la base 101 sont achevés en 1935, et reçoivent les premières unités, équipées de nouveaux avions de chasse Dewoitine, les D.500 et D.520.

#### Seconde Guerre mondiale
Durant la Seconde Guerre mondiale, les forces d'occupation allemandes investissent le camp de Bordelongue, qui sert après 1943 de camp d'internement pour les Juifs, les républicains espagnols et les Résistants. Après la Libération de la ville, on découvre dans une fosse les corps des 28 « martyrs de Bordelongue ». Au sud, les troupes allemandes occupent la base aérienne de Francazal. Entre avril et août 1944, la ville de Toulouse est touchée par plusieurs bombardements alliés. Le 2 mai, les bombardements, qui visent la Poudrerie et l'ONIA, touchent le quartier de Lafourguette. Le 25 juin et le 12 août, les terrains d'aviation de Francazal sont bombardés. Pour cacher les avions et protéger les installations, les Allemands détruisent une grande partie du vignoble.
À la fin de la guerre, le camp de Bordelongue n’est pas abandonné. On pense affecter les bâtiments à l'école d'aviation, qui s'installe finalement près de Montaudran. Finalement, en avril 1947, le camp devient un centre de formation professionnelle pour adultes, dirigé par l'Association pour la formation professionnelle des adultes (AFPA),.

#### Deuxième moitié duXXesiècle

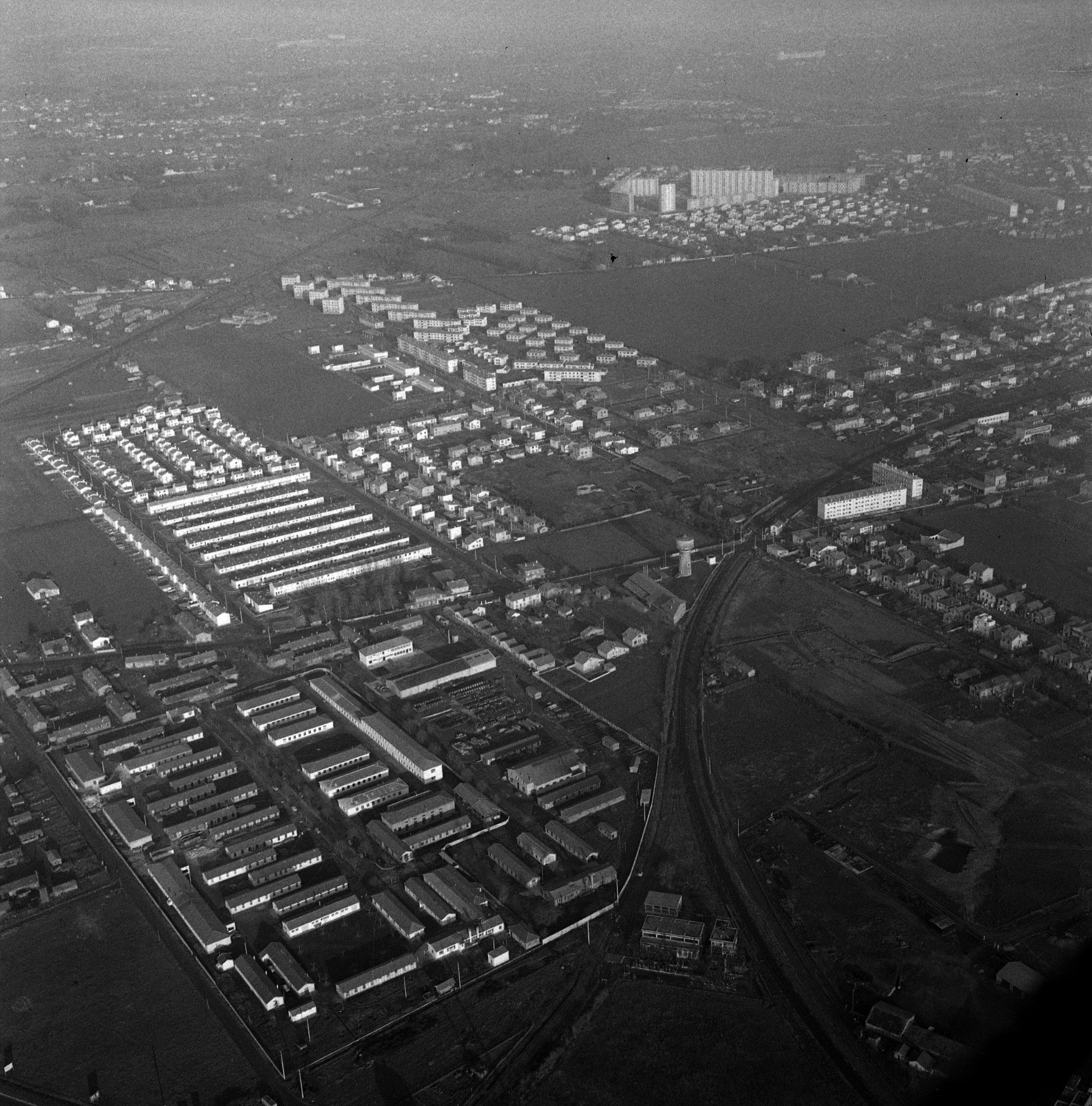
Le camp de Bordelongue et la cité de Papus en 1961 (André Cros, archives municipales).

Dans la deuxième moitié du XXe siècle, le quartier de la route de Seysses poursuit sa transformation. La direction des usines – ONIA et Poudrerie – mène des projets de construction de lotissements pour les employés – ouvriers, techniciens ou ingénieurs. La cité de la Tuilerie est construite pour les employés de la Poudrerie. La rue Bernadette est l'une des premières. En 1948, la société des HLM de Papus est créée par l'ONIA. Elle finance jusqu'en 1952 la construction des maisons et des immeubles de la cité de Papus, soit 600 nouveaux logements entre la route de Seysses et la rue Henri-Desbals,. L'office HLM de la ville accompagne ce mouvement de construction de logements, particulièrement autour de la route de Seysses et au-delà : 500 logements au Tabar, 200 logements à la cité de Bordelongue (actuel no 274) et un lotissement de maisons à la cité des Combattants entre la route de Seysses (actuels no 233 à 255) et l'avenue de Reynerie. Pour accompagner la croissance de la population, une nouvelle paroisse est créée et l'église de la Trinité est construite entre 1950 et 1952 (actuel no 290). En 1959, une rocade, baptisée du nom du Corps-Franc-Pommiès (actuel périphérique, autoroute A620), est tracée pour desservir ces nouveaux quartiers.
En 1961, la municipalité SFIO de Louis Bazerque a de vastes projets de modernisation de la ville, qui doit se concrétiser dans la construction d’un nouveau quartier au Mirail, véritable « ville nouvelle ». Cette vaste opération d'urbanisation commence par l'aménagement du quartier de Bellefontaine entre l'avenue du Général-Eisenhower, l'avenue de Reynerie et la route de Seysses. Les travaux, commencés en 1964, sont achevés en 1972. L'ensemble, constitué principalement d'immeubles, comporte aussi des lotissements de maisons, tel le Hameau des Bosquets (actuel no 151), dû à l’architecte Georges Candilis. En 1967, pour permettre l'installation d'une usine d'incinération des ordures ménagères, une partie du domaine de Monlong est vendue (emplacement des actuels no ).
En 1972, les domaines de la ferme de Monlong et de la ferme Thibaud, abandonnés par l'ENSAT, sont également transformés par les travaux d'aménagement du Mirail, puisqu'ils sont affectés à un nouveau site industriel. Les terrains sont lotis, de nouvelles voies tracées, tandis que les premières entreprises s’installent. Entre 1982 et 1983, Thomson-CSF s'installe sur un vaste terrain de plus de 20 hectares, occupé par des vignes et cédé par la municipalité de Pierre Baudis (actuels no 10-52) : le département Espace-Satellite ou DSP, devenu la Division Espace du groupe, soit plus de 500 personnes travaillant jusque-là sur le site de Meudon-la-Forêt, est délocalisé à Toulouse.
L'urbanisation se poursuit dans les années 1970, avec la construction de la résidence des Tours de Seysses en 1972 (actuel no 275), les résidences Bourthol en 1973 et Gémeaux en 1980 (actuel no 306), la résidence Cerdagne en 1978 (actuel no 309). Dans le même temps, la municipalité équipe progressivement les quartiers de services publics : les crèches de Bordelongue (actuel no 274) et André-Bousquairol (actuel no 236) , une maison des jeunes et de la culture, la MJC Prévert (ancien no 311), et le parc des Merlettes (actuel no 311).
Dans les années 1980, l'Association de soutien du quartier de Lafourguette, dirigée par le postier du quartier, Louis Célestin. De nouvelles résidences sortent de terre, comme la résidence Les Lorettes en 1987 (actuel no 136) et le hameau de Val Garonne en 1988, autour de la rue Jean-Cheverry.

#### XXIesiècle
Le 21 septembre 2001, les logements, les entreprises et les services publics de la route de Seysses sont durement touchés par l'explosion de l'usine AZF,. Plusieurs commerces sont contraints de fermer provisoirement, sinon définitivement,. L'église Notre-Dame-de-la-Nativité et celle de la Trinité sont toutes les deux gravement endommagées. La première, dont les vitraux de Louis-Victor Gesta et de Saint-Blanquat ont été détruits, ferme en attendant des travaux de rénovation. La deuxième, trop durement touchée, est fermée et reconstruite. Le 21 septembre 2002, le carrefour de la Pointe est rebaptisé rond-point du 21-Septembre-2001 lors de la cérémonie tenue par le maire, Philippe Douste-Blazy. La maison occupée par l'ancienne boucherie Chez Luis, encore fermée en 2023, reste un des derniers stigmates de la catastrophe dans le quartier (actuel no 324).

## Patrimoine et lieux d'intérêt

### Immeubles et maisons
- no  2 : métairie de l'Hospice[49].

- no  151 : lotissement Hameau des Bosquets. 
Le lotissement est aménagé par l'architecte Georges Candilis, dans le cadre de l'aménagement de la ZUP du Mirail et de la réalisation du quartier de Bellefontaine. Il se compose de deux groupes de sept et huit maisons mitoyennes et disposées en redan, desservies par une voie privée. Elles sont soit rectangulaires et en rez-de-chaussée, soit carrées et à un étage[50].

- no  176 : villa Les Aigles[51].
- no  233-255 : cité des Combattants.
- no  274 : emplacement du camp de Bordelongue ; cité de Bordelongue.

- no  275 : résidence Les Tours de Seysses. 
L'ensemble des Tours de Seysses est construit en 1972 par les architectes Pierre Lafitte et Raymond Chini. Elle consiste en douze tours, trois plus élevées de 15 étages, deux de 7 et sept de 5 étages, pour un ensemble de 400 logements, disposées irrégulièrement dans un parc arboré de 3,5 hectares.

- no  286 : ferme[52].

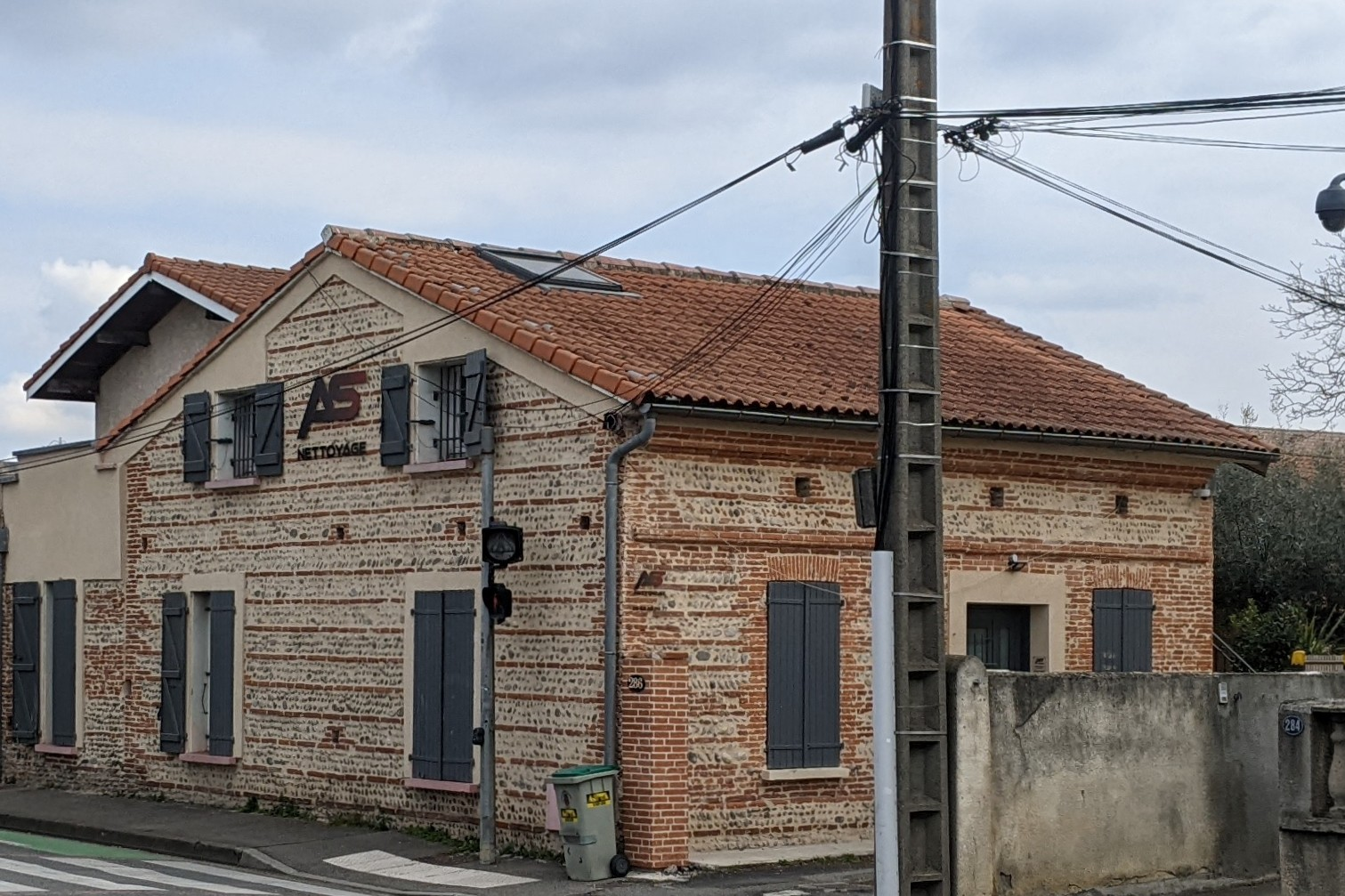
no 286 : ancienne ferme.

- no  306 : résidence Les Gémeaux (vers 1970, Jacques Villemur)[53].

### Édifices religieux
- no  195 : église Notre-Dame-de-la-Nativité. 
L'église Notre-Dame-de-la-Nativité est l'église paroissiale de l'ancien village de Lafourguette. Placée sous le vocable de Notre-Dame de la Nativité, elle est construite entre 1853 et 1857, sur les plans de l'architecte de la ville, Jean Bonnal, dans un style néo-gothique méridional caractéristique de la deuxième moitié du XIXe siècle. L'édifice reste modeste, par ses dimensions comme par sa décoration. La façade est animée par la polychromie de l'alternance de bandeaux en brique apparente et de bandeaux d'enduit clair. Le portail est encadré de colonnes aux chapiteaux en terre cuite d'un style néo-roman, qui portent un entablement surmonté d'un fronton triangulaire, où prend place un bas-relief en terre cuite représentant une Vierge à l'Enfant. La travée du portail est soulignée par deux groupes de trois colonnes colossales, aux chapiteaux néo-romans, qui portent des niches dans lesquelles se trouvent, à gauche, Marie Madeleine et, à droite, Jean-Baptiste. Le clocher se développe sur trois étages et est surmonté par une flèche polygonale. À l'intérieur, la nef unique, caractéristique du gothique méridional, est couverte d'une charpente en bois. Elle est décorée d'un tableau du peintre Bellisle, actif dans la première moitié du XIXe siècle, représentant Saint François-Xavier. Les fenêtres étaient dotées de quatre vitraux de Louis-Victor Gesta, réalisés en 1875, complétés par deux autres vitraux, dus à l'atelier Saint-Blancat, tous détruits le 21 septembre 2001 par l'explosion de l'usine AZF. Le chœur à pans coupés, voûté d'arêtes, est flanqué de chaque côté par une chapelle[54].

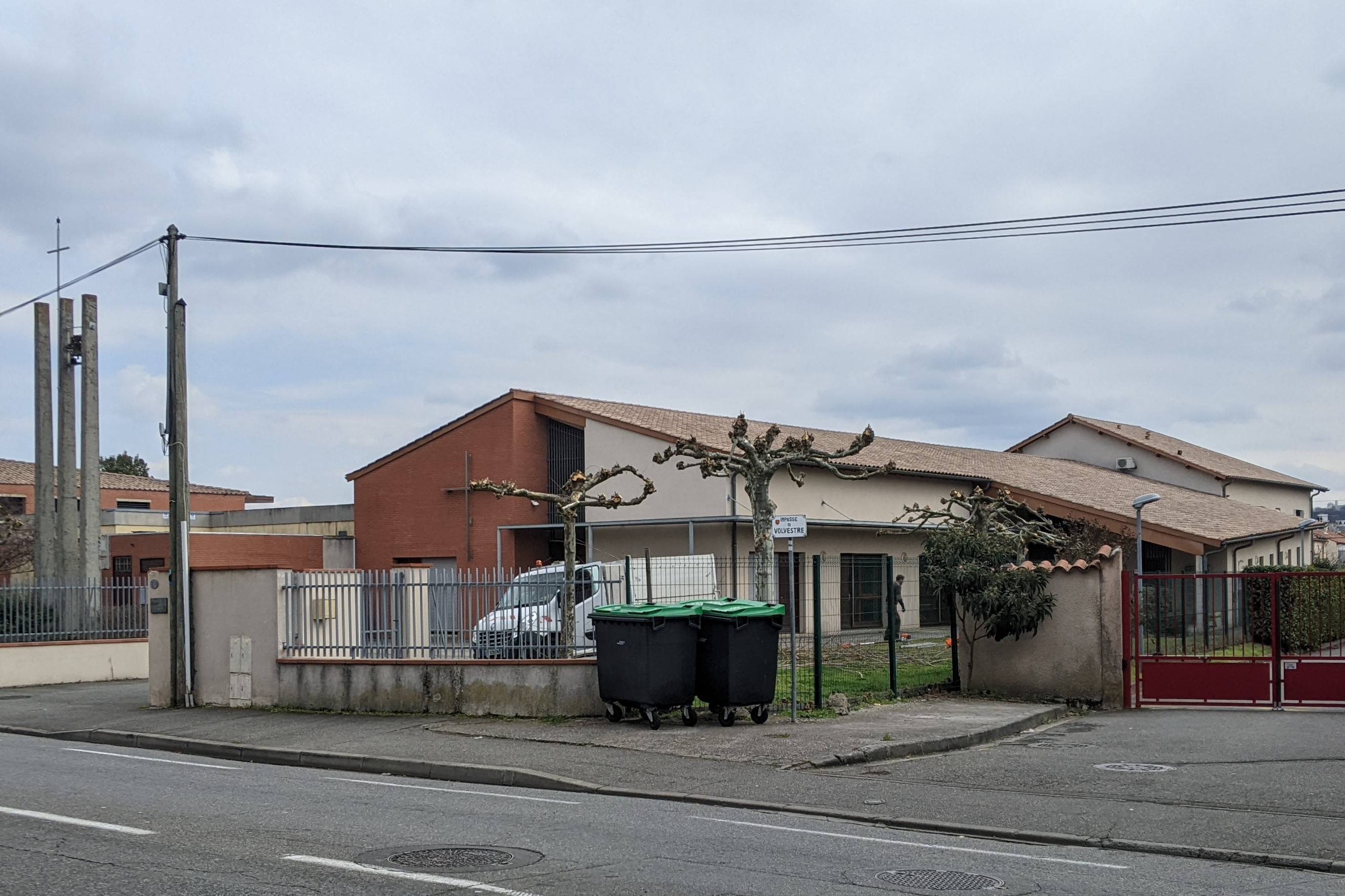
no 290 : église de la Trinité.

- no  290 : église de la Trinité. 
L'église de la Trinité est construite entre 1950 et 1952. Elle doit son nom aux trois quartiers qui forment la paroisse : Papus, Sainte-Cécile et Bordelongue. De style moderne, construite par les paroissiens eux-mêmes, en brique et en bois, elle est élevée sur les plans de l'architecte Paul Fort. Simple et dépouillée, elle est le modèle de l'église « pauvre ». Le céramiste Pagès et le peintre André-François Vernette participent à la décoration de l'église. Le 21 septembre 2001, l'église est fortement endommagée par l'explosion de l'usine AZF. Après de très lourds travaux de reconstruction, elle n'est rouverte au culte qu'en 2005[33],[55].

### Sites industriels
- no  50 : site de Candie de Thomson-CSF, puis Alcatel Space, puis Thales Alenia Space. 
L'usine est construite en plusieurs tranches entre 1982 et 1988, sur les plans de l'architecte Pierre Lafitte. Il comporte douze bâtiments, dont huit bâtiments industriels, un bâtiment spécialisé pour l'intégration et les moyens d'essais (environnement et antennes), deux bâtiments administratifs et un bâtiment social. Entre 1982 et 1983 sont construits les bâtiments C (ateliers et laboratoires), S (bâtiment social et cantine) et D (direction), avec la salle d’intégration, les locaux des moyens d’essai et la tour du radôme. Le bâtiment B est construit en 1986, suivi par le bâtiment A entre 1988 et 1989, et le bâtiment E en 1989.

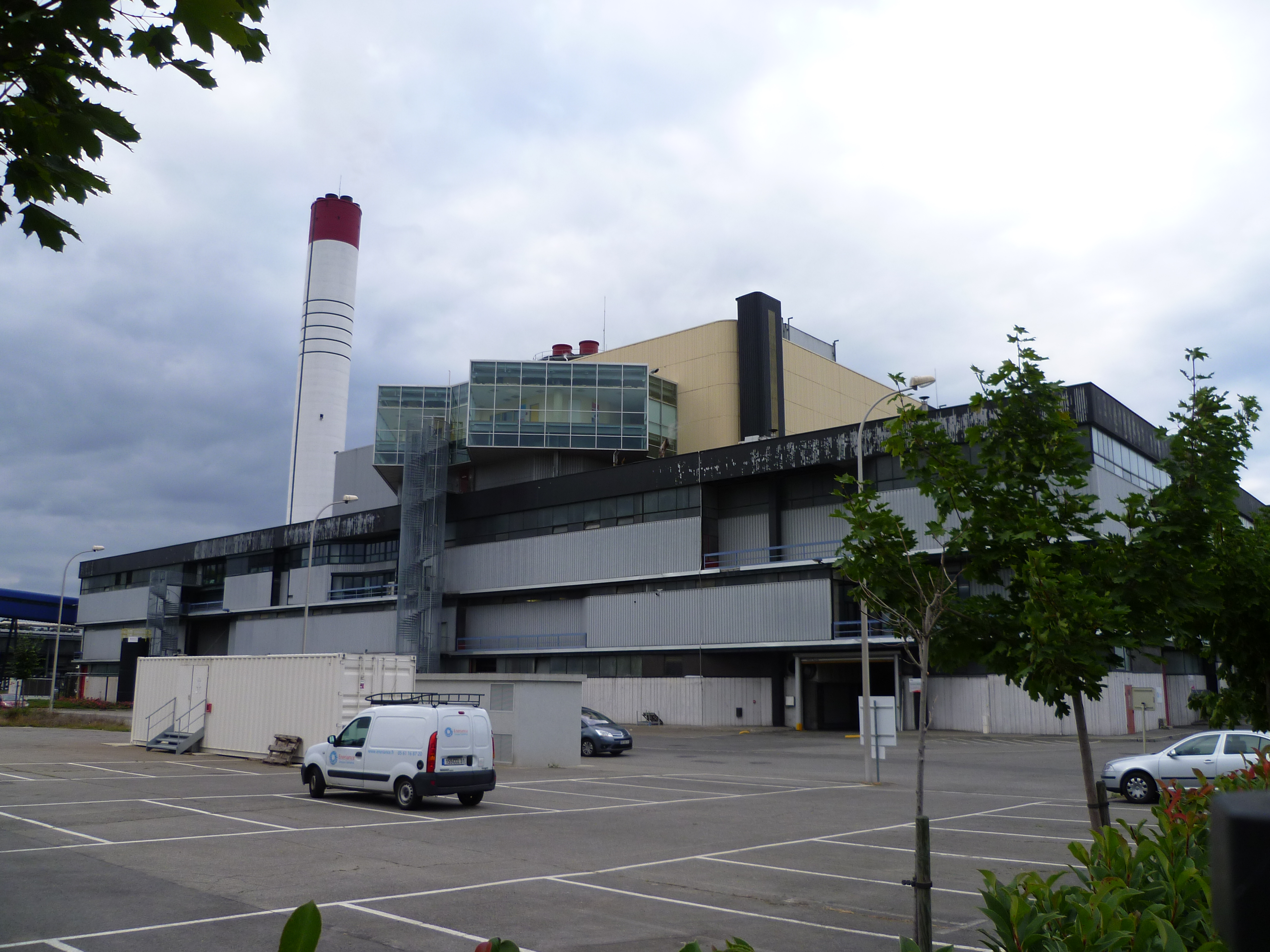
L'unité de valorisation énergétique de la Société d'exploitation thermique du Mirail (SETMI).

- Unité de valorisation énergétique (SETMI). 
L'unité de valorisation énergétique assure l'incinération des déchets provenant des communes de Toulouse Métropole et leur valorisation en énergie thermique et électrique. La construction de l'usine d'incinération des ordures ménagères est liée à l'aménagement à partir de 1964 de la ZUP du Mirail, et plus particulièrement de sa première tranche, le quartier de Bellefontaine, sous la direction de Georges Candilis. Un réseau de chauffage collectif devait chauffer et alimenter le quartier. En 1966, le projet d'un complexe thermique, soumis par l'architecte G. Valory et l'entreprise Tunzini, revu par Alexis Josic, est approuvée par le conseil municipal : le programme associe une usine d'incinération des ordures ménagères et une chaufferie. Les installations sont en partie achevées au mois de décembre 1969[56]. Elle est gérée par la Société d'exploitation thermique du Mirail (SETMI), filiale de Veolia Recyclage et Valorisation. 
L'usine s'organise autour d'un bloc central en béton. Au-dessus, une structure métallique abrite le hall de manœuvre et de déchargement des camions d'ordures, la fosse à ordures et le hall des fours. En 1969, l'usine comptait deux fours, puis trois en 1975 et quatre depuis 1997. Ils sont surmontés par la chaufferie, qui regroupe cinq chaudières, produisant 150 tonnes-heure de vapeur. Une partie, sous forme d'eau surchauffée à 250 °, fournit l'eau chaude sanitaire et le chauffage urbain aux 9 000 logements du Mirail, ainsi qu'à l'université et aux établissements scolaires, aux bâtiments publics, aux zones de bureaux et aux zones commerciales. Le réseau a été étendu au quartier de Rangueil et à l'hôpital et, en 2019, au nouveau quartier Montaudran. Une autre partie, sous forme de vapeur industrielle, alimente la blanchisserie et les cuisines des hôpitaux de la ville (actuel no 5 chemin de Perpignan). Enfin, l'électricité produite sert au fonctionnement de l'usine. À l'est se trouvent le hall des dépoussiéreurs et les silos à mâchefer. Les résidus de la combustion, après leur sortie des fours, sont refroidis, triés, broyés et calibrés, pour être valorisés comme mâchefer, utilisé principalement dans l'aménagement des routes[57],[58]. Au sud se trouvent les fosses pour la collecte des emballages, du papier et du verre, ainsi que le compostage des déchets verts[59].

## Personnalités
- André Cros (1926-2021) : photographe, il avait son domicile dans une maison du quartier Bordelongue[60].

- Sylvain Marcaillou (1911-2007) : coureur cycliste de l'entre-deux-guerres, il est né dans une maison à l'emplacement de l'actuel immeuble du no 365[61].